# Montaccianico
Montaccianico è un sito archeologico in provincia di Firenze, in Italia.
Il sito ospita il castello principale della famiglia Ubaldini, i nobili che dominarono l'Appennino Mugellano tra il XII ed il XIV secolo, dalla valle della Sieve fino alla Romagna. L'edificio sorgeva su un promontorio settentrionale della frazione di Sant'Agata di Mugello, nel territorio del comune di Scarperia: era circondato da due cinte murarie molto spesse edificate dal cardinale Ottaviano degli Ubaldini in seguito alla distruzione della rocca da parte dei Fiorentini nel 1251.
La posizione preminente permetteva ai nobili di monitorare le rotte commerciali da Firenze alla Romagna e viceversa, grazie alle strade che passavano in prossimità del castello. Il controllo mercantile fu uno dei principali motivi dell'interesse fiorentino nei confronti della rocca, tentando diverse volte di distruggerlo dalla metà del Duecento fino all'inizio del Trecento, quando riuscì ad acquistarlo nell'estate del 1306 per distruggerlo integralmente. Venne decretata la damnatio memoriae sul sito e il divieto di costruire nuovamente sullo stesso terreno, oggi costituito dal sito archeologico che riveste un'importanza notevole trattandosi di uno spaccato della vita medievale del XIV secolo.
Dal 2008 l'area è oggetto di campagne di scavo inizialmente promosse dall'Associazione Culturale "Aetas" con un progetto che è poi confluito all'interno del più ampio progetto "Montaccianico Vive", diretto dalla Cattedra di Archeologia Medievale dell'Università di Firenze, con la fattiva collaborazione del comune di Scarperia e San Piero e con il gruppo archeologico locale, insieme ad altri enti del territorio. I reperti provenienti dalle indagini archeologiche sono conservati presso il Laboratorio di Archeologia Medievale dell'Università di Firenze. Una selezione di reperti, provenienti da raccolte di superficie precedenti le campagne di scavo, è visibile nel Museo Archeologico di Sant'Agata di Mugello.
Nel 2010 è stato pubblicato un romanzo storico sulla famiglia Ubaldini e le vicende di Montaccianico, scritto da Riccardo Bellandi ed intitolato I Signori dell'Appennino.